# Manoir (architektura)
Manoir – typ okazałej, późnośredniowiecznej rezydencji wiejskiej, spotykanej na terenie Europy Zachodniej.

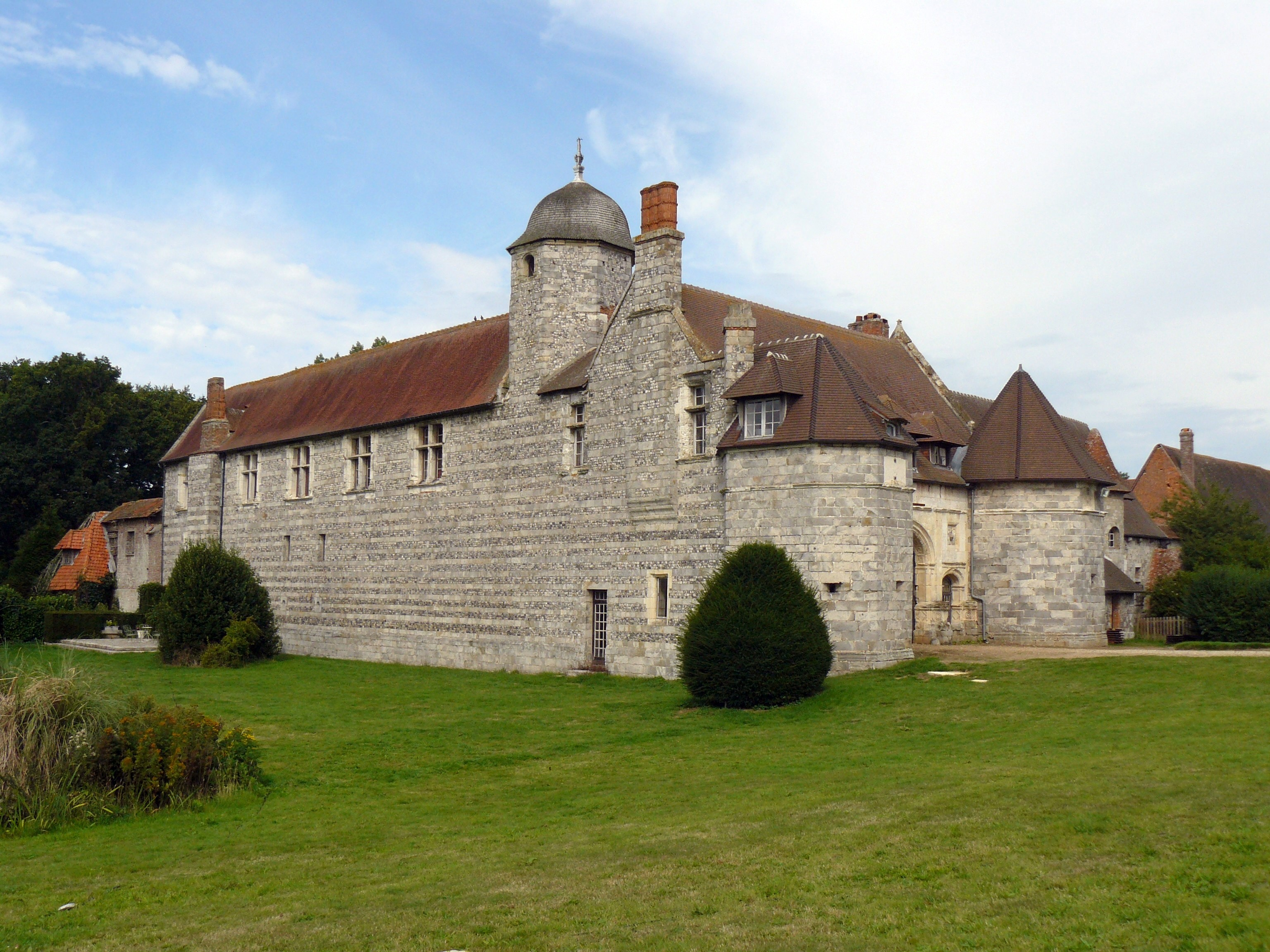
Manoir d'Ango we Francji

Manoir był najczęściej budowlą o charakterze zamkowym, lecz bez charakterystycznych dla zamku elementów obronnych: wież, murów obronnych. Służył wyłącznie celom wypoczynkowym oraz rezydencjonalnym i bywał połączony z zabudowaniami typu gospodarskiego. W XVII wieku został wyparty przez rezydencje zwane maison de plaisance.